# Stalnaja babotjka
Stalnaja babotjka (russisk: Стальная бабочка) er en russisk spillefilm fra 2012 af Renat Davletjarov.

## Medvirkende
- Darja Melnikova som Vika Tjumakova
- Anatolij Belyj som Grigorij Khanin
- Darja Moroz som Tatjana
- Pjotr Vins som Kosovskij
- Andrej Kazakov som Zajtsev